# Crassula closiana
Crassula closiana är en fetbladsväxtart som först beskrevs av Claude Gay, och fick sitt nu gällande namn av Karl Friedrich Carlos Federico Reiche. Crassula closiana ingår i släktet krassulor, och familjen fetbladsväxter. Inga underarter finns listade i Catalogue of Life.